# Halo (bokserie)
Det fiktiva Halo-universumet, ifrån spelserien med samma namn, har blivit kraftigt expanderat i ett flertal böcker först utgivna av Del Rey Books (Fall of Reach, The Flood, First Strike) och sedan Tor Books (Ghosts of Onyx, Contact Harvest, The Cole Protocol).
Larry Niven var vid ett tillfälle tillfrågad att skriva en novelisering men tackade nej på grund av att han var för okunnig i ämnet.

## Halo: The Fall of Reach
The Fall of Reach kom ut 31 oktober 2001 och skrevs av Eric Nylund under en period av sju veckor och publicerades av Del Rey books. Bokens historia är en prequel till Halo: Combat Evolved, det första spelet i trilogin.

### Handling
Bokens historia spänner sig över en period av flera år och börjar år 2515 med att doktor Catherine Halsey och löjtnant Jacob Keyes åker till en koloniplanet för att besöka en sexårig pojke vid namn John. Han är ett av 150 barn som innehar den perfekta genetiska uppsättningen för att värvas in i SPARTAN-II-programmet, ett hemligt projekt skapat av UNSC (United Nations Space Command), som ska förvandla barn till supersoldater för att bekämpa uppror bland mänsklighetens många kolonier. 75 av dessa barn, inklusive John, blir kidnappade och ersatta med kloner designade att dö av naturliga orsaker efter en tid.tretton års ålder undergår de extensiva fysiska augmenteringar för att göra dem till bättre soldater. Men på grund av riskerna så klarar sig endast 33, inklusive John-117, utan permanenta skador vare sig fysiskt eller psykiskt. De överlevande spartanerna blir också utrustade med MJOLNIR stridsrustningar som ökar deras styrka och reaktionsförmåga. John-117 blir även befordrad till Master Chief Petty Officer. Därefter sätts spartanerna in i aktiv tjänst och åtnjuter ett flertal lyckade uppdrag.
Men samtidigt har deras prioriteter förändrats, då det utomjordiska kollektivet Covenant har börjat gå på offensiven och förstört ett flertal kolonier. Allt under deklarationen att människans förgörelse är gudarnas vilja. 
Historien hoppar sedan över till 2552, och kriget mot covenanterna har gått dåligt för mänskligheten. Den tekniska överlägsenheten som covenanterna innehar gör att striderna i rymden gynnar dem väl och seger för UNSC kan endast 
Hädanefter är alla rekryter kända endast under sitt förnamn och ett tresiffrigt nummer. John-117 och resten av barnen blir tränade under ett flertal år, både fysiskt och psykiskt, men även i taktik, matematik, fysik och historia. Vid erhållas med stora förluster på deras sida. För att undvika att covenanterna upptäcker Jorden eller andra kolonier har Cole Protokollet satts i aktion som kräver att alla UNSC-skepp aldrig färdas direkt till sin destination. Om det finns risk att skeppet kommer att bli bordat så måste det förstöras.
Jacob Keyes är numera befälhavare över jagaren Iroquois när han upptäcker fyra covenantskepp som anländer till Sigma Octanus-systemet. Han lyckas förstöra tre av skeppen och detta leder till att han befordras till kaptens rang. ovenanterna attackerar dock Sigma Octanus IV i sitt sökandet efter en mystisk antik artefakt. Men de slås tillbaka efter stora förluster och covenanterna retirerar. Keyes återvänder sedan tillbaka till planeten Reach, som tjänar som UNSC:s högkvarter. Men samtidigt tar han med sig, ovetande, en spårsändare som Covenant hade lyckats att plantera på hans skepp.
En tid efter att han anländer får Keyes befäl över kryssaren Pillar of Autumn för att utföra ett hemligt uppdrag. Skeppet ska transportera en grupp spartaner som skall kidnappa en av Covenants religiösa ledare och förhandla fram ett uppehållstillstånd.
John-117 introduceras även till den smarta A.I:n Cortana av doktor Halsey. Hennes jobb är att assistera spartanerna inifrån deras rustning.
Men innan uppdraget kan påbörjas blir Reach attackerat av en massiv covenantflotta. John-117 och Cortana klarar sig till Pillar of Autumn, men många av spartanerna dör under stridigheterna och resten antas ha omkommit när Covenant började bombardera Reach med plasma och förvandla landmassorna till glas. För att undkomma lägger Cortana ut en kurs baserad på koordinater från antika glyfer som hittades på Sigma Octanus, och koordinaterna tar dem till en massiv ringvärld och sätter därmed igång de händelser som utspelar sig i Halo: Combat Evolved.

#### Urval av Karaktärer som förekommer i boken
- John 117 ”Master Chief” – Den mest kända medlemmen av SPARTAN-II programmet. Bokens huvudkaraktär.
- Dr Catherine Halsey – Civilist under anställning hos UNSC, skapare av SPARTAN-II programmet.
- Kapten Jacob Keyes – Befälhavare på först Iroquois och senare Pillar of Autumn.
- Fanjunkare Franklin Mendez – Ansvarig tränare för alla SPARTAN-II rekryter.
- Déjà – Dum Artificiell Intelligens ansvarig undervisare för alla SPARTAN-II rekryter.
- Cortana – Smart Artificiell Intelligens som agerar som medhjälpare för Master Chief.

## Halo: The Flood
Halo: The Flood kom ut 1 april 2003 och skrevs av William C. Dietz och utgiven av Del Rey Books. Boken är den enda boken i Halo franchisen som han har skrivit. Bokens historia är en direkt uppföljare till Halo: Fall of Reach och är en återberättelse av spelet, Halo: Combat Evolveds historia och innehåller all dialog ifrån spelet. Boken blev snabbt en bestseller i maj 2003.

### Handling
Boken utspelar sig över en period av 5 dagar, 19 september 2552 till 23 september 2552. Boken börjar där Fall of Reach slutar med att skeppet Pillar of Autumn, med kapten Jacob Keyes som befälhavare, efter att ha flytt attacken på planeten Reach kommer fram till en massiv ringvärld som ligger i omloppsbana kring gasjätten Threshold.
Men den utomjordiska sammanslutningen Covenant är efter dem och bordar snabbt Pillar of Autumn efter en hetsig strid. Ombord på skeppet finns en av de sista överlevande spartanerna, John-117 annars känd som Master Chief.
Men Covenant avancerar alltmer inne i skeppet och kapten Keyes beslutar att överge skeppet och landa på ringvärlden. Master Chief blir anförtrodd skeppets smarta AI Cortana, som inte får falla i Covenants händer på grund av vad hon vet.
Master Chief tar sig till skeppets sista livbåt och beger sig till ringvärlden, eller Halo.
Samtidigt på Pillar of Autumn beger sig en liten grupp av Orbital Drop Shock Troopers (Elitsoldater) eller ODST:s ner emot Halos yta med hjälp av speciella landningsfordon. De leds av befälhavaren major Antonio Silva och hans underbefälhavare löjtnant Melissa McKay, och efter att de har landat börjar planera uppsättningen av en bas utifrån människorna kan påbörja ett gerillakrig emot Covenant.
Kapten Keyes blir kort efter sin landning tillfångatagen av Covenant efter att ha blivit förrådd av en av sina egna och sedan tagen till kryssaren Truth and Reconciliation för förhör.
Master Chief landar på Halo och hjälper att rädda nödställda landade marinkårssoldater och får samtidigt höra vad som har hänt med kapten Keyes. Samtidigt säkrar ODST:s Alpha Base och sätter upp den som en huvudbas för framtida operationer för alla överlevande.
Master Chief leder sedan en grupp av marinkårssoldater in i Truth and Reconciliation och räddar kapten Keyes. Under sin fångenskap har Keyes lyckats lära sig att ringvärlden de är på av stor betydelse för Covenant och de tror att ”Halo”, som de kallar ringen, är ett vapen som besitter en otrolig kraft.
Efter att ha undkommit från kryssaren får Master Chief uppdraget att hitta Halos kontrollrum innan Covenant gör det. Samtidigt anfaller löjtnant McKay och hennes trupper vraket av Pillar of Autumn för förråd och fordon.
På annat håll landar kapten Keyes och en grupp marinkårssoldater i ett träskområde, sökande efter ett hemligt vapenlager. De kommer på en mystisk byggnad i träsket och går allt djupare ner i den. Vad de finner är ett mysterium, döda Covenantsoldater som ser ut att ha dött på groteska sätt. Inne i ett låst rum finner de dock svaret, när de ovetande släpper lös den parasitiska livsformen Flood.
Floods stora antal får snabbt övertag över de fåtal marinkårssoldater som är där och förvandlar de snabbt till hjärnlösa drönare. Endast en soldat, menige Jenkins, är delvis vid medvetande när det sker, tack vare att hans parasit var sjuklig, men har ingen direkt kontroll över vad han ser och kan göra.
När detta sker har Master Chief och Cortana lyckats hitta Halos kontrollrum och Cortana tar sig snabbt in i dess datorsystem. Hon inser dock att Covenants idé av vad ringen är för vapen är helt felaktig, men innan Master Chief kan fråga henne vad hon menar skickar hon iväg honom för att hitta kapten Keyes, totalt ovetande om att det är för sent.
Master Chief släpps ensam ner i närheten av kaptenens senaste kända plats och finner samma byggnad som de. Han går allt djupare och djupare in i byggnaden innan han kommer fram till det rummet där Keyes och de andra blev attackerade. Han får reda på deras öde från en videoinspelning från en av soldaternas hjälmar och blir i sin tur attackerad. Han kämpar sig ut ur byggnaden och möter en grupp marinkårssoldater och ger sig av till ett torn i området. Men plötsligt blir Master Chief teleporterad ifrån träsket av den styrande AI:n på Halo, 343 Guilty Spark, som informerar honom om vad Flood är och vill att han skall aktivera Halos försvarssystem för att bli av med dem. Men för att göra detta måste de först återhämta ”Indexet” till installationen som skall tillåta att ringen aktiveras. Master Chief kämpar sig igenom mer Flood och återhämtar indexet och blir sedan teleporterad till kontrollrummet igen.
Under tiden är Alpha Base under attack från både Covenant och Flood. En av de attackerade Flood drönarna är Jenkins, som lyckas ta över kontrollen för att slänga sig in i skottlinjen och ta livet av sig själv, istället blir han tillfångatagen av löjtnant McKay.
Tillbaka i kontrollrummet har Guilty Spark givit indexet till Master Chief för att aktivera Halo, men blir stoppad av en ilsken Cortana, som informerar honom att vad Halo verkligen gör för att stoppa Flood. Den tar inte död på själva Flood, utan på vad de lever av, nämligen allt liv i galaxen.
Guilty Spark försöker göra sig av med Master Chief och Cortana men misslyckas och de två inser att de måste stoppa honom innan han aktiverar Halo. De beslutar sig för att förstöra Halo genom att överladda Pillar of Autumns fusionsreaktorer, men för att göra detta behöver de kapten Keyes neurala implantat. Cortana lyckas ta reda på att kaptenen fortfarande är vid liv och befinner sig återigen på kryssaren Truth and Reconciliation, som nu kontrolleras av Flood, som försöker ge sig av ifrån ringvärlden. Master Chief tar sig genom Flood ombord på skeppet och hittar kaptenen, som nu har blivit assimilerad in i Flood, men han lyckas få tag i implantaten och de lämnar kryssaren och beger sig till Pillar of Autumn.
Samtidigt som de beger sig dit evakueras Alpha Base och major Silvia beslutar sig för att ta över Truth and Reconciliation för att undkomma Halos förstörelse. De lyckas med detta men McKay inser att Silvia är förblindad av chansen till ära och inser inte faran med Flood, då en undkommen parasitform skulle innebära slutet för mänskligheten. Så i ett självuppoffrande beslut skickar hon Truth and Reconciliation kraschande ner emot Halo som dödar alla överlevande ombord.
Ombord på den kraschlandade Pillar of Autumn destabiliserar Master Chief och Cortana skeppets fusionsreaktorer samtidigt som Guilty Spark och hans robotväktare försöker stoppa dem. Efter att nedräkningen för detonation har påbörjats kallar Cortana in ett skepp för att evakuera dem. Men det blir nedskjutet av Covenant jaktflyg. De lyckas istället tag sig till ett kvarvarande skepp som finns i hangaren och flyr samtidigt som Pillar of Autumns reaktorer exploderar bakom de och sätter igång en kedjereaktion som förstör ringvärlden och därmed gör slut på Flood. Men de är nu ensamma i rymden och striden är inte över än eftersom Covenant fortfarande finns kvar.

#### Urval av Karaktärer som förekommer i boken
- John 117 ”Master Chief” – Den mest kända medlemmen av SPARTAN-II programmet. Bokens huvudkaraktär.
- Cortana – Smart Artificiell Intelligens som agerar som medhjälpare för Master Chief.
- Kapten Jacob Keyes – Befälhavare på Pillar of Autumn (Pillar of Awesome).
- Menig Wallace A. Jenkins – Marinkårssoldat.
- Major Antonio Silva – Befälhavare över ODST-trupperna på Pillar of Autumn.
- Löjtnant Melissa McKay – Silvas underbefälhavare.

## Halo: First Strike
Halo: First Strike är den tredje Halo novellen i serien och gavs ut av Del Rey books i december 2003 skrevs återigen av Eric Nylund under en period av sexton veckor. Boken är en uppföljare som plockar upp där Halo: Combat Evolved slutade och binder ihop vad som händer med Master Chief innan Halo 2 och förklarar även vad som hände med vissa karaktärer.

## Halo: Ghosts of Onyx
Halo: Ghosts of Onyx är den fjärde Halo novellen i serien och gavs ut 31 oktober 2006. Den är skriven av Eric Nylund och utgiven av Tor Books.

## Halo: Contact Harvest
Halo: Contact Harvest är den femte Halo novellen i serien och är olikt de andra skriven av Joseph Staten. Boken gavs ut 30 oktober 2007 av Tor Books. 
Boken är prequel till både boken Fall of Reach och spelen Halo: Combat Evolved och Halo Wars då den utspelar sig ett par år före händelserna där.

## Halo: The Cole Protocol
Halo: The Cole Protocol är den sjätte Halo novellen i serien och skrevs av Tobias S. Buckell och gavs ut av Tor Books den 25 november 2008.

### Handling
Handlingen i Halo: The Cole Protocol kretsar kring just The Cole Protocol. På grund av the Covenants sökande efter mänsklighetens hemplanet, jorden, har Amiralen Cole skapat the Cole Protocol. Detta är ett protokoll som ska följas vid strid med Covenanterna för att skydda Jorden och resterande mänskliga kolonier. Protokollet går bland annat ut på att man vid strid med fienden måste radera all navigeringsdata till alla mänskliga planeter.
Löjtnant Jacob Keyes (känd som kapten Keyes i Halo: Combat Evolved) får därför i uppdrag att se till att alla mänskliga rymdskepp efterlever protokollet. Tillsammans med det senaste smygarskeppet Midsummer Night och dess besättning hamnar Keyes långt bakom frontlinjen och in på Covenanternas territorium. 
Vid gasjätten Hesiod ligger en för UNSC okänd bosättning av människor. Den består till stor del av flyktingar som fick bostad här när den mänskliga kolonin på planeten Madrigal i närheten glasades av Covenanterna. Den nuvarande demokratin var tidigare ett fäste för rebellerna Insurrectionist som motsätter sig UNSC:s styre. Bosättningen kallas the Rubble och är uppbyggd i ett asteroidbälte. När covenanterna kom tillbaka för att avsluta sitt jobb startades handel istället mellan människorna och den covenantiska rasen jackal. 
UNSC har dock känt till bosättningen the Rubble under en längre tid och sände därför Spartan Gray Team för att se till att radera alla navigeringsdatabaser inom asteroidbosättningen. Dock står en man i vägen för deras uppgift; Ignatio Delgado som fått i uppgift att försvara den sista navigeringsdatan från både Spartan Gray Team, vissa inom the Rubble som vill tjäna pengar på datan och från the Jackals som agerar för the Prophet of Truth, en av ledarna inom the Covenants som genom handel försöker motarbeta människornas försök att dölja sina kolonier via The Cole Protocol.
En annan av Covenanternas ledare, Prophet of Regret, ovetande om hans kollega Truth:s planer, sänder en styrka av Elites för att stoppa den handel som pågår mellan människorna och Jackals i the Rubble. Ledaren för den lilla styrkan är Thel ’Vadamee, en Elite som är redo att fullfölja sin plikt mot the Covenants och sina ledare. (Thel är mer känd som the Arbiter i Halo-trilogin). 
Efter att löjtnant Keyes anländer till the Rubble visar det sig för invånarna i asteroidbosättningen att jackals riktiga planer var att använda den sista navigeringsdatan och med massor av Grunts (en annan av raserna inom the Covenant) invadera jorden. Tillsammans med Spartan Gray Team och UNSC bestämmer sig invånarna i The Rubble att slå tillbaka mot Covenanterna.

### Urval av karaktärer
- Ignatio Delgado - bosatt i the Rubble och skyddar den sista navigationsdatan

- Spartan Gray Team - en skvadron bestående av tre spartaner

- Löjtnant Jacob Keyes - officer inom UNSC

- Thel ’Vadamee (senare känd som "The Arbiter") - en Elite inom kollektivet Covenanterna

- Prophet of Regret och Truth - två av de tre högsta ledarna inom kollektivet Covenanterna

## Halo: Forerunner trilogin
Forerunner trilogin är en serie böcker som skall fokusera på hur Forerunners levde, 100 000 år innan händelserna i Halo spelen och serien skall skrivas av Greg Bear. Bökerna handlar även om en uråldrig art som kallades för 'Precursors', en hyper-avancerade civilization som i skapade allt liv i Vintergatan.   
Serien tillkännagavs under Emerald City ComiCon i Seattle, Washington och första boken skall publiceras 2010 av Tor Books.

## Evolutions: Essential tales of the Halo universe
Evolutions: Essential tales of the Halo universe är en novellsamling på temat Halo. Boken publicerades 2009 av Tor Books och innehåller berättelser skrivna av 12 olika författare som till exempel 343 Industries:s Frank O'Connor samt Halo-författare som Tobias S. Buckell och Eric Nylund. Boken innehåller också fyra bilder och lika många dikter.
Novellerna handlar om allt från tvivlande Elites till amiralen Preston Cole:s bedrifter i kriget mot Covenanterna.